# 聖哥達公路隧道

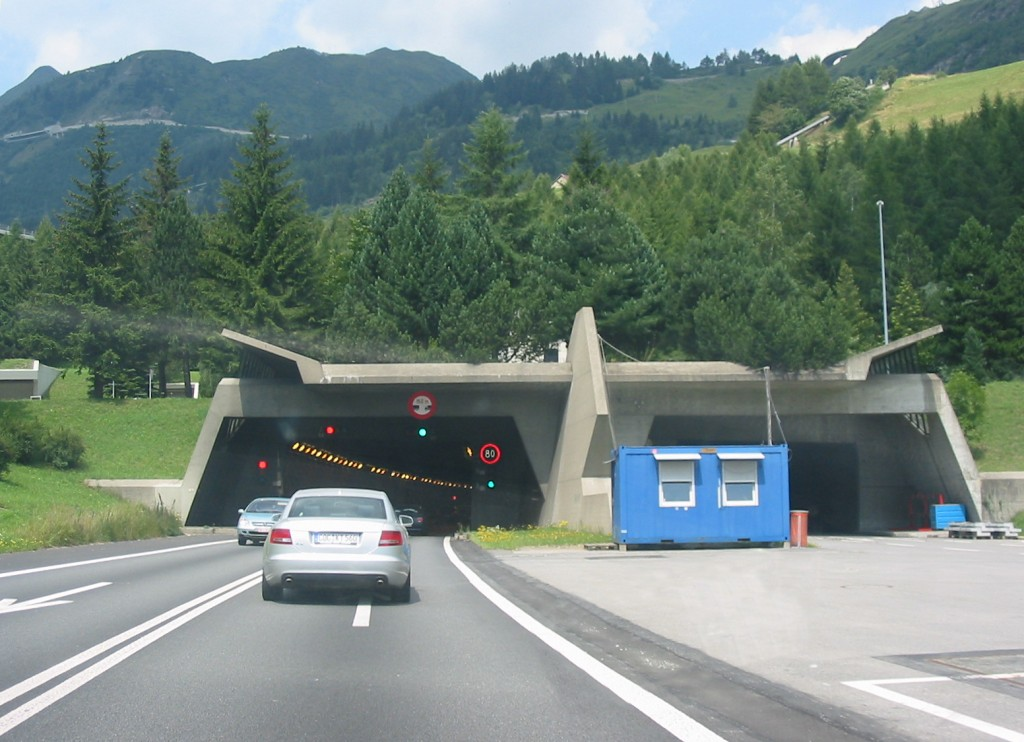
南面入口

聖哥達隧道是瑞士一条隧道，曾是世界第一长的隧道，21世纪成为世界上已建成的第五长的公路隧道(第一為挪威洛达尔隧道、第二為日本的山手隧道、第三為中国秦岭终南山公路隧道、第四為中国錦屏山隧道)。它从北边的格申嫩通往南边的艾罗洛，全长16.32千米。它连接北边的乌里州和南边的提契诺州，穿越瑞士苏黎世东南阿尔卑斯山脉圣哥达峰，而聖哥達隧道是连接德国汉堡和意大利米蘭的最短的路線之一。

## 历史
由于瑞士的汽车量增长以及意大利成为一个受欢迎的度假地，因此瑞士决定建造聖哥達隧道。1980年9月5日聖哥達隧道建成。時至今日，这条隧道是欧洲车辆数非常大的一条隧道。
2001年10月24日两辆卡车在聖哥達隧道内相撞起火，11人丧生。此后两个月中聖哥達隧道被封闭。

## 铁路隧道
与聖哥達隧道并行的还有一条老的，且於1882年开始使用的铁路隧道。在2010年10月，一条被命名为聖哥達基础隧道的新的铁路隧道貫通，这条新隧道长57千米，已在2016年通車，它将允许高速列车从瑞士北部开往提契诺和继续向南。

## 道路情况
聖哥達隧道是瑞士2号高速公路的一部分，这条高速公路从瑞士北部巴塞尔通到意大利边境上的基亚索。
隧道只有一根管道，向双方运行的车辆在同一根管道中运行，每个方向只有一股道，管道内限速80公里/小时，隧道内必须保持150米车距。
聖哥達隧道的通车量非常高，隧道两端常往往堵车。相反的，另一条在格劳宾登州的穿越阿尔卑斯山的隧道—圣贝纳迪诺公路隧道比聖哥達隧道短和车辆少。但由于那条路行經路線比經過聖哥達隧道的路線长，因此行車时间比使用聖哥達隧道之路線长。
聖哥達隧道的安全性是目前被擔心之處，因为它只有一个孔道，而每个方向又只有一股道(單孔雙向)，因此它的安全性比多股多孔道的隧道來得差。後來瑞士政府決定興建第二條隧道來升級為一條完整安全的公路隧道，以便對原有公路隧道進行必要的改善重建;待新建第二條隧道的工程完工後，瑞士政府計劃進行雙孔單向的路線規劃，以保持目前的隧道總容量來符合瑞士憲法規範。經2016年2月舉行的全民公投批准聖哥達第二公路隧道的興建及原有隧道之改善，預計施工期間為2020年持續到2027年，整個項目花費經費為27億瑞士法郎，包括原有隧道的後續改善重建。

## 外部連結
- The official information page of the Gotthard Tunnel （页面存档备份，存于） (in German and Italian, few pages also in English)
- More statistics and facts （页面存档备份，存于） （德語） (as well as info on a second expressway tunnel)

| 紀錄                                         | 紀錄                           | 紀錄                                    |
| -------------------------------------------- | ------------------------------ | --------------------------------------- |
| 前任者： 阿爾貝格公路隧道 13.98 km (8.69 mi) | 世界上最長的公路隧道 1980–2000 | 繼任者： 洛达尔隧道 24.51 km (15.23 mi) |